# Rigobert Song
Rigobert Song Bahanag (Nkanglicock, 1º luglio 1976) è un allenatore di calcio ed ex calciatore camerunese, di ruolo difensore, commissario tecnico della Repubblica Centrafricana.
Dal 1993 al 2010 ha fatto parte della nazionale camerunese, di cui è stato capitano dal 1999 al 2009. Con 137 presenze detiene il record di presenze con la sua nazionale.
Suo nipote Alexandre Song è anch'egli calciatore professionista.

## Carriera

### Giocatore

#### Club
Rimasto presto orfano di padre, arriva in Francia nel 1994, al Metz, dove rimane fino al 1998, giocando in totale 120 gare e segnando 3 gol; con i granata vince il primo titolo in carriera: la sua squadra si aggiudica la Coupe de la Ligue 1995-1996.
Nell'estate 1998 si trasferisce per pochi mesi in Serie A, alla Salernitana, nelle cui file gioca solo 4 partite e realizza il primo gol della squadra granata neopromossa, l'unica marcatura di Song in Italia (all'Olimpico contro la Roma, il 12 settembre 1998).
A fine ottobre dello stesso anno si trasferisce al Liverpool, dove rimane fino all'ottobre 2000, giocando solo 34 match in 2 stagioni. Rimane un'altra stagione in Inghilterra, nel West Ham Utd (24 presenze).
Nel 2001 si trasferisce in Germania, al Colonia, collezionando solo 16 presenze nella stagione 2001-2002.
Nel 2002 torna in Francia, al Lens, dove da titolare gioca 63 partite in due stagioni.
Dal 2004 gioca in Turchia, con il Galatasaray, squadra con cui ha vinto due campionati (2005-2006 e 2007-2008).
Nell'estate del 2008 passa al Trabzonspor, dove rimane per due stagioni prima di ritirarsi dall'attività agonistica il 1º agosto 2010 in seguito al campionato del mondo 2010.

#### Nazionale

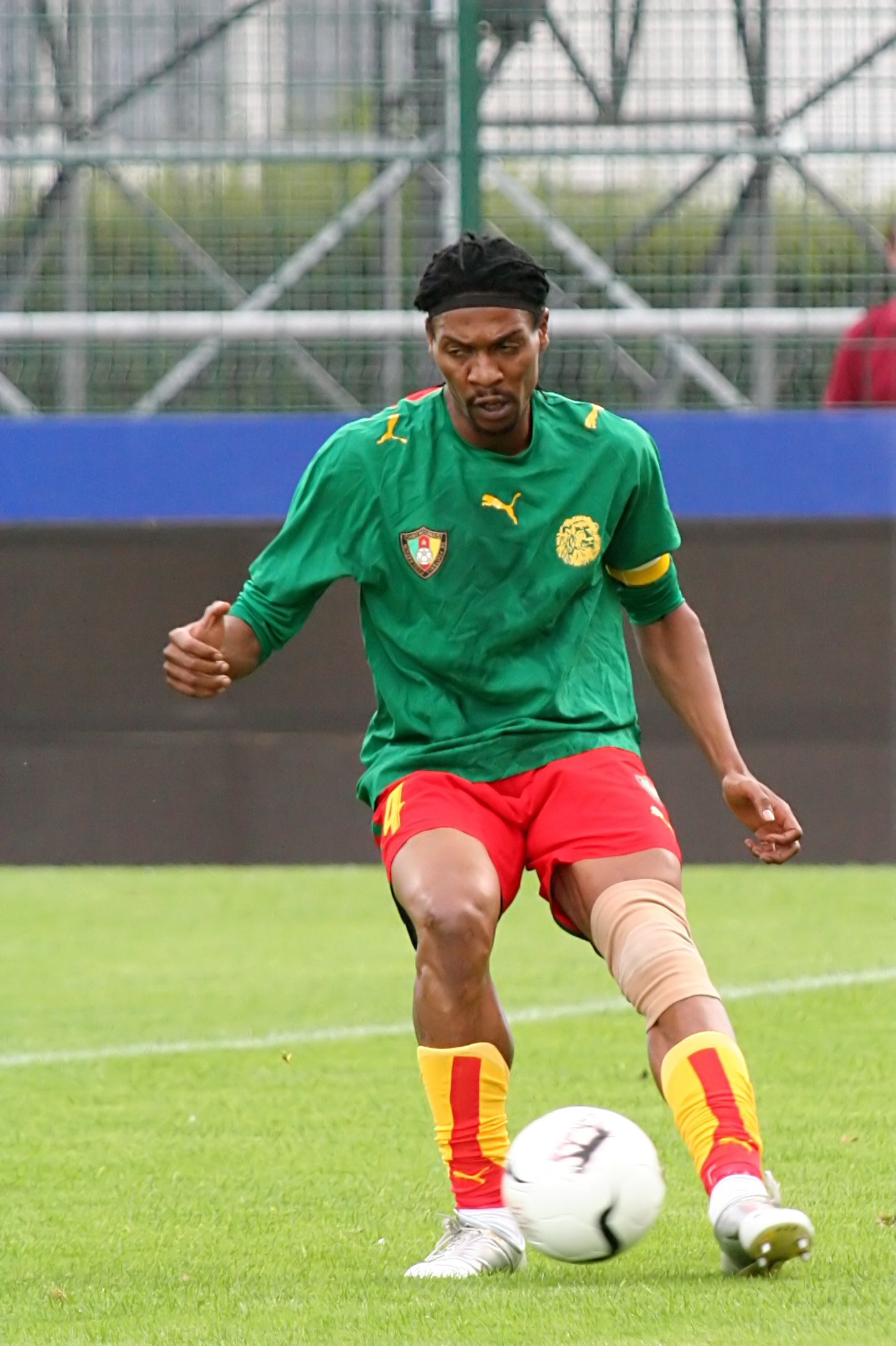
Song durante l'amichevole Guinea-Camerun (agosto 2006)

Con 137 apparizioni in nazionale detiene il record di presenze e ne è stato capitano per dieci anni, dal 1999 al 2009. Con i Leoni indomabili ha disputato i mondiali nel 1994 (diciottenne), nel 1998, nel 2002 e nel 2010 e ha vinto due Coppe d'Africa (2000 e 2002).
Ha esordito in nazionale il 22 settembre 1993 in un'amichevole contro il Messico. A 18 anni non ancora compiuti fu convocato dal commissario tecnico Henri Michel per il campionato del mondo 1994, dove scese in campo nella fase a gironi contro Svezia e Brasile. Contro i brasiliani divenne il più giovane calciatore a venire espulso in una rassegna iridata; la differenza d'età tra Roger Milla (42 anni e 35 giorni) e Rigobert Song (17 anni e 358 giorni) al momento dell'inizio del mondiale statunitense era di 24 anni e 42 giorni ed è la maggiore differenza anagrafica tra due compagni di squadra in una fase finale del mondiale.
È il primo giocatore nella storia dei mondiali ad essere stato espulso due volte e in due edizioni differenti (USA 1994 e Francia '98). Tale primato è stato poi eguagliato da Zinédine Zidane, espulso nella finale del mondiale di Germania 2006 dopo aver ricevuto la stessa sanzione nel 1998. Song è inoltre l'unico calciatore africano, insieme al connazionale Samuel Eto'o, ad essere sceso in campo in quattro edizioni diverse della massima manifestazione calcistica per nazioni.
Nei suoi ultimi anni in nazionale ha giocato insieme al nipote Alexandre Song.

### Allenatore
Nell'ottobre 2015 è nominato commissario tecnico del Ciad, rimanendo in carica sino all'inizio del 2016.
Nel febbraio 2016 divenne allenatore della squadra A del Camerun, la nazionale composta da soli calciatori militanti nel campionato camerunese
Dopo il ricovero per ictus, tornò in carica nel 2017 in vista del campionato delle nazioni africane 2018, dove guidò i suoi nelle tre partite disputate nel torneo (due sconfitte e un pareggio).
Nell'aprile 2018 fu tra i 77 candidati al ruolo di commissario tecnico del Camerun, assumendo temporaneamente tale carica come traghettatore.
Il 18 ottobre 2018 viene nominato commissario tecnico della nazionale camerunese Under-23, in preparazione alla Coppa d'Africa di categoria del 2019.
Il 28 febbraio 2022 diviene il commissario tecnico della nazionale camerunese, subentrando al portoghese Toni Conceição. Al campionato del mondo 2022 Song è assieme a Aliou Cissé (Senegal), Otto Addo (Ghana), Jalel Kadri (Tunisia) e Walid Regragui (Marocco) uno dei cinque allenatori africani alla guida delle rappresentative del continente: non era mai successo in precedenza che tutte le squadre africane a un Mondiale non fossero guidate da tecnici europei. Il Camerun uscirà al primo turno, con 4 punti nel girone che lo vedeva opposto a Svizzera, Serbia e Brasile, perdendo 1-0 con gli elvetici, pareggiando 3-3 con i balcanici e battendo inutilmente, in una storica prima volta, i verdeoro cinque volte campioni del mondo all'ultima giornata per 1-0.
Nel gennaio 2025, terminata la sua avventura alla guida del Camerun, diventa commissario tecnico della Repubblica Centrafricana.

## Vita privata
Ai primi di ottobre del 2016 Song, ormai ritiratosi da anni dai campi di gioco, è stato colpito da un ictus mentre si trovava nella sua casa di Ozda. Nei giorni seguenti le sue condizioni sono migliorate, anche grazie all'intervento del governo del Camerun, che ha provveduto al pagamento di tutte le cure necessarie.

## Statistiche

### Cronologia presenze e reti in nazionale
| Cronologia completa delle presenze e delle reti in nazionale ― Camerun | Cronologia completa delle presenze e delle reti in nazionale ― Camerun | Cronologia completa delle presenze e delle reti in nazionale ― Camerun | Cronologia completa delle presenze e delle reti in nazionale ― Camerun | Cronologia completa delle presenze e delle reti in nazionale ― Camerun | Cronologia completa delle presenze e delle reti in nazionale ― Camerun | Cronologia completa delle presenze e delle reti in nazionale ― Camerun | Cronologia completa delle presenze e delle reti in nazionale ― Camerun |
| Data                                                                   | Città                                                                  | In casa                                                                | Risultato                                                              | Ospiti                                                                 | Competizione                                                           | Reti                                                                   | Note                                                                   |
| ---------------------------------------------------------------------- | ---------------------------------------------------------------------- | ---------------------------------------------------------------------- | ---------------------------------------------------------------------- | ---------------------------------------------------------------------- | ---------------------------------------------------------------------- | ---------------------------------------------------------------------- | ---------------------------------------------------------------------- |
| 22-9-1993                                                              | Città del Messico                                                      | Messico                                                                | 1 – 0                                                                  | Camerun                                                                | Amichevole                                                             | -                                                                      |                                                                        |
| 1-5-1994                                                               | Seul                                                                   | Corea del Sud                                                          | 2 – 2                                                                  | Camerun                                                                | Amichevole                                                             | -                                                                      |                                                                        |
| 9-5-1994                                                               | Il Pireo                                                               | Grecia                                                                 | 0 – 3                                                                  | Camerun                                                                | Amichevole                                                             | -                                                                      |                                                                        |
| 11-5-1994                                                              | Il Pireo                                                               | Bolivia                                                                | 1 – 1                                                                  | Camerun                                                                | Amichevole                                                             | -                                                                      |                                                                        |
| 19-6-1994                                                              | Pasadena                                                               | Camerun                                                                | 2 – 2                                                                  | Svezia                                                                 | Mondiali 1994 - 1º turno                                               | -                                                                      |                                                                        |
| 24-6-1994                                                              | Stanford                                                               | Brasile                                                                | 3 – 0                                                                  | Camerun                                                                | Mondiali 1994 - 1º turno                                               | -                                                                      |                                                                        |
| 13-11-1994                                                             | Maseru                                                                 | Lesotho                                                                | 2 – 0                                                                  | Camerun                                                                | Qual. Coppa d'Africa 1996                                              | -                                                                      |                                                                        |
| 8-1-1995                                                               | Douala                                                                 | Camerun                                                                | 0 – 0                                                                  | Malawi                                                                 | Qual. Coppa d'Africa 1996                                              | -                                                                      |                                                                        |
| 24-12-1995                                                             | Yaoundé                                                                | Camerun                                                                | 1 – 0                                                                  | Liberia                                                                | Amichevole                                                             | -                                                                      |                                                                        |
| 13-1-1996                                                              | Johannesburg                                                           | Sudafrica                                                              | 3 – 0                                                                  | Camerun                                                                | Coppa d'Africa 1996 - 1º turno                                         | -                                                                      |                                                                        |
| 18-1-1996                                                              | Johannesburg                                                           | Camerun                                                                | 2 – 1                                                                  | Egitto                                                                 | Coppa d'Africa 1996 - 1º turno                                         | -                                                                      |                                                                        |
| 24-1-1996                                                              | Durban                                                                 | Angola                                                                 | 3 – 3                                                                  | Camerun                                                                | Coppa d'Africa 1996 - 1º turno                                         | -                                                                      |                                                                        |
| 6-10-1996                                                              | Libreville                                                             | Gabon                                                                  | 0 – 0                                                                  | Camerun                                                                | Amichevole                                                             | -                                                                      |                                                                        |
| 10-11-1996                                                             | Lomé                                                                   | Togo                                                                   | 2 – 4                                                                  | Camerun                                                                | Qual. Mondiali 1998                                                    | -                                                                      |                                                                        |
| 12-1-1997                                                              | Yaoundé                                                                | Camerun                                                                | 0 – 0                                                                  | Angola                                                                 | Qual. Mondiali 1998                                                    | -                                                                      |                                                                        |
| 6-4-1997                                                               | Douala                                                                 | Camerun                                                                | 1 – 0                                                                  | Zimbabwe                                                               | Qual. Mondiali 1998                                                    | -                                                                      |                                                                        |
| 27-4-1997                                                              | Douala                                                                 | Camerun                                                                | 2 – 0                                                                  | Togo                                                                   | Qual. Mondiali 1998                                                    | -                                                                      |                                                                        |
| 8-6-1997                                                               | Luanda                                                                 | Angola                                                                 | 1 – 1                                                                  | Camerun                                                                | Qual. Mondiali 1998                                                    | -                                                                      |                                                                        |
| 22-6-1997                                                              | Yaoundé                                                                | Camerun                                                                | 2 – 2                                                                  | Gabon                                                                  | Qual. Coppa d'Africa 1998                                              | -                                                                      |                                                                        |
| 17-8-1997                                                              | Harare                                                                 | Zimbabwe                                                               | 1 – 2                                                                  | Camerun                                                                | Qual. Mondiali 1998                                                    | -                                                                      |                                                                        |
| 15-11-1997                                                             | Liverpool                                                              | Inghilterra                                                            | 2 – 0                                                                  | Camerun                                                                | Amichevole                                                             | -                                                                      | cap.                                                                   |
| 28-1-1998                                                              | Garoua                                                                 | Camerun                                                                | 1 – 0                                                                  | Angola                                                                 | Amichevole                                                             | 1                                                                      |                                                                        |
| 1-2-1998                                                               | Bouaké                                                                 | Costa d'Avorio                                                         | 1 – 0                                                                  | Camerun                                                                | Amichevole                                                             | -                                                                      |                                                                        |
| 7-2-1998                                                               | Ouagadougou                                                            | Camerun                                                                | 1 – 0                                                                  | Burkina Faso                                                           | Coppa d'Africa 1998 - 1º turno                                         | -                                                                      |                                                                        |
| 11-2-1998                                                              | Ouagadougou                                                            | Guinea                                                                 | 2 – 2                                                                  | Camerun                                                                | Coppa d'Africa 1998 - 1º turno                                         | -                                                                      |                                                                        |
| 15-2-1998                                                              | Ouagadougou                                                            | Camerun                                                                | 2 – 1                                                                  | Algeria                                                                | Coppa d'Africa 1998 - 1º turno                                         | -                                                                      |                                                                        |
| 20-2-1998                                                              | Bobo-Dioulasso                                                         | RD del Congo                                                           | 1 – 0                                                                  | Camerun                                                                | Coppa d'Africa 1998 - Quarti di finale                                 | -                                                                      |                                                                        |
| 27-5-1998                                                              | Arnhem                                                                 | Paesi Bassi                                                            | 0 – 0                                                                  | Camerun                                                                | Amichevole                                                             | -                                                                      |                                                                        |
| 31-5-1998                                                              | Lussemburgo                                                            | Lussemburgo                                                            | 0 – 2                                                                  | Camerun                                                                | Amichevole                                                             | -                                                                      |                                                                        |
| 5-6-1998                                                               | Copenaghen                                                             | Danimarca                                                              | 1 – 2                                                                  | Camerun                                                                | Amichevole                                                             | -                                                                      |                                                                        |
| 11-6-1998                                                              | Tolosa                                                                 | Camerun                                                                | 1 – 1                                                                  | Austria                                                                | Mondiali 1998 - 1º turno                                               | -                                                                      |                                                                        |
| 17-6-1998                                                              | Montpellier                                                            | Italia                                                                 | 3 – 0                                                                  | Camerun                                                                | Mondiali 1998 - 1º turno                                               | -                                                                      |                                                                        |
| 23-6-1998                                                              | Nantes                                                                 | Cile                                                                   | 1 – 1                                                                  | Camerun                                                                | Mondiali 1998 - 1º turno                                               | -                                                                      |                                                                        |
| 28-2-1999                                                              | Yaoundé                                                                | Camerun                                                                | 1 – 0                                                                  | Mozambico                                                              | Qual. Coppa d'Africa 2000                                              | -                                                                      |                                                                        |
| 11-4-1999                                                              | Maputo                                                                 | Mozambico                                                              | 1 – 6                                                                  | Camerun                                                                | Qual. Coppa d'Africa 2000                                              | -                                                                      |                                                                        |
| 6-6-1999                                                               | Yaoundé                                                                | Camerun                                                                | 1 – 0                                                                  | Eritrea                                                                | Qual. Coppa d'Africa 2000                                              | 1                                                                      |                                                                        |
| 11-1-2000                                                              | Ouagadougou                                                            | Burkina Faso                                                           | 2 – 2                                                                  | Camerun                                                                | Amichevole                                                             | -                                                                      |                                                                        |
| 13-1-2000                                                              | Dakar                                                                  | Senegal                                                                | 0 – 0                                                                  | Camerun                                                                | Amichevole                                                             | -                                                                      |                                                                        |
| 22-1-2000                                                              | Accra                                                                  | Ghana                                                                  | 1 – 1                                                                  | Camerun                                                                | Coppa d'Africa 2000 - 1º turno                                         | -                                                                      |                                                                        |
| 28-1-2000                                                              | Accra                                                                  | Camerun                                                                | 3 – 0                                                                  | Costa d'Avorio                                                         | Coppa d'Africa 2000 - 1º turno                                         | -                                                                      |                                                                        |
| 31-1-2000                                                              | Kumasi                                                                 | Camerun                                                                | 0 – 1                                                                  | Togo                                                                   | Coppa d'Africa 2000 - 1º turno                                         | -                                                                      |                                                                        |
| 6-2-2000                                                               | Accra                                                                  | Algeria                                                                | 1 – 2                                                                  | Camerun                                                                | Coppa d'Africa 2000 - Quarti di finale                                 | -                                                                      |                                                                        |
| 10-2-2000                                                              | Accra                                                                  | Camerun                                                                | 3 – 0                                                                  | Tunisia                                                                | Coppa d'Africa 2000 - Semifinale                                       | -                                                                      |                                                                        |
| 13-2-2000                                                              | Lagos                                                                  | Nigeria                                                                | 2 – 2 dts (3 – 4 dtr)                                                  | Camerun                                                                | Coppa d'Africa 2000 - Finale                                           | -                                                                      |                                                                        |
| 19-4-2000                                                              | Yaoundé                                                                | Camerun                                                                | 3 – 0                                                                  | Somalia                                                                | Qual. Mondiali 2002                                                    | -                                                                      |                                                                        |
| 23-4-2000                                                              | Yaoundé                                                                | Camerun                                                                | 3 – 0                                                                  | Somalia                                                                | Qual. Mondiali 2002                                                    | -                                                                      |                                                                        |
| 18-6-2000                                                              | Tripoli                                                                | Libia                                                                  | 0 – 2                                                                  | Camerun                                                                | Qual. Mondiali 2002                                                    | -                                                                      |                                                                        |
| 9-7-2000                                                               | Yaoundé                                                                | Camerun                                                                | 3 – 0                                                                  | Angola                                                                 | Qual. Mondiali 2002                                                    | -                                                                      |                                                                        |
| 4-10-2000                                                              | Saint-Denis                                                            | Francia                                                                | 1 – 1                                                                  | Camerun                                                                | Amichevole                                                             | -                                                                      | cap.                                                                   |
| 25-1-2001                                                              | Cotonou                                                                | Benin                                                                  | 1 – 3                                                                  | Camerun                                                                | Amichevole                                                             | -                                                                      |                                                                        |
| 28-1-2001                                                              | Lomé                                                                   | Togo                                                                   | 0 – 2                                                                  | Camerun                                                                | Qual. Mondiali 2002                                                    | -                                                                      |                                                                        |
| 25-2-2001                                                              | Douala                                                                 | Camerun                                                                | 1 – 0                                                                  | Zambia                                                                 | Qual. Mondiali 2002                                                    | -                                                                      |                                                                        |
| 22-4-2001                                                              | Yaoundé                                                                | Camerun                                                                | 1 – 0                                                                  | Libia                                                                  | Qual. Mondiali 2002                                                    | -                                                                      |                                                                        |
| 25-5-2001                                                              | Suwon                                                                  | Corea del Sud                                                          | 0 – 0                                                                  | Camerun                                                                | Amichevole                                                             | -                                                                      |                                                                        |
| 31-5-2001                                                              | Ibaraki                                                                | Brasile                                                                | 2 – 0                                                                  | Camerun                                                                | Conf. Cup 2001 - 1º turno                                              | -                                                                      |                                                                        |
| 2-6-2001                                                               | Niigata                                                                | Giappone                                                               | 2 – 0                                                                  | Camerun                                                                | Conf. Cup 2001 - 1º turno                                              | -                                                                      |                                                                        |
| 4-6-2001                                                               | Niigata                                                                | Camerun                                                                | 2 – 0                                                                  | Canada                                                                 | Conf. Cup 2001 - 1º turno                                              | -                                                                      |                                                                        |
| 1-7-2001                                                               | Yaoundé                                                                | Camerun                                                                | 2 – 0                                                                  | Togo                                                                   | Qual. Mondiali 2002                                                    | -                                                                      |                                                                        |
| 14-11-2001                                                             | Poznań                                                                 | Polonia                                                                | 0 – 0                                                                  | Camerun                                                                | Amichevole                                                             | -                                                                      |                                                                        |
| 7-1-2002                                                               | Ouagadougou                                                            | Burkina Faso                                                           | 1 – 3                                                                  | Camerun                                                                | Amichevole                                                             | -                                                                      |                                                                        |
| 11-1-2002                                                              | Tunisi                                                                 | Tunisia                                                                | 0 – 1                                                                  | Camerun                                                                | Amichevole                                                             | -                                                                      |                                                                        |
| 20-1-2002                                                              | Sikasso                                                                | Camerun                                                                | 1 – 0                                                                  | RD del Congo                                                           | Coppa d'Africa 2002 - 1º turno                                         | -                                                                      |                                                                        |
| 25-1-2002                                                              | Sikasso                                                                | Camerun                                                                | 1 – 0                                                                  | Costa d'Avorio                                                         | Coppa d'Africa 2002 - 1º turno                                         | -                                                                      |                                                                        |
| 29-1-2002                                                              | Sikasso                                                                | Camerun                                                                | 3 – 0                                                                  | Togo                                                                   | Coppa d'Africa 2002 - 1º turno                                         | -                                                                      |                                                                        |
| 4-2-2002                                                               | Sikasso                                                                | Egitto                                                                 | 0 – 1                                                                  | Camerun                                                                | Coppa d'Africa 2002 - Quarti di finale                                 | -                                                                      |                                                                        |
| 7-2-2002                                                               | Bamako                                                                 | Camerun                                                                | 3 – 0                                                                  | Mali                                                                   | Coppa d'Africa 2002 - Semifinale                                       | -                                                                      |                                                                        |
| 10-2-2002                                                              | Bamako                                                                 | Senegal                                                                | 0 – 0 dts (2 – 3 dtr)                                                  | Camerun                                                                | Coppa d'Africa 2002 - Finale                                           | -                                                                      | cap.                                                                   |
| 27-3-2002                                                              | Buenos Aires                                                           | Argentina                                                              | 2 – 2                                                                  | Camerun                                                                | Amichevole                                                             | -                                                                      | cap.                                                                   |
| 17-4-2002                                                              | Vienna                                                                 | Austria                                                                | 0 – 0                                                                  | Camerun                                                                | Amichevole                                                             | -                                                                      |                                                                        |
| 17-5-2002                                                              | Copenaghen                                                             | Danimarca                                                              | 2 – 1                                                                  | Camerun                                                                | Amichevole                                                             | -                                                                      |                                                                        |
| 26-5-2002                                                              | Kōbe                                                                   | Camerun                                                                | 2 – 2                                                                  | Inghilterra                                                            | Amichevole                                                             | -                                                                      | cap.                                                                   |
| 1-6-2002                                                               | Niigata                                                                | Camerun                                                                | 1 – 1                                                                  | Irlanda                                                                | Mondiali 2002 - 1º turno                                               | -                                                                      | cap.                                                                   |
| 6-6-2002                                                               | Saitama                                                                | Arabia Saudita                                                         | 0 – 1                                                                  | Camerun                                                                | Mondiali 2002 - 1º turno                                               | -                                                                      | cap.                                                                   |
| 11-6-2002                                                              | Shizuoka                                                               | Germania                                                               | 2 – 0                                                                  | Camerun                                                                | Mondiali 2002 - 1º turno                                               | -                                                                      | cap.                                                                   |
| 11-2-2003                                                              | Châteauroux                                                            | Costa d'Avorio                                                         | 3 – 0                                                                  | Camerun                                                                | Amichevole                                                             | -                                                                      |                                                                        |
| 27-3-2003                                                              | Tunisi                                                                 | Madagascar                                                             | 0 – 2                                                                  | Camerun                                                                | Amichevole                                                             | -                                                                      |                                                                        |
| 30-3-2003                                                              | Tunisi                                                                 | Tunisia                                                                | 1 – 0                                                                  | Camerun                                                                | Amichevole                                                             | -                                                                      |                                                                        |
| 19-6-2003                                                              | Saint-Denis                                                            | Camerun                                                                | 1 – 0                                                                  | Brasile                                                                | Conf. Cup 2003 - 1º turno                                              | -                                                                      |                                                                        |
| 21-6-2003                                                              | Saint-Denis                                                            | Camerun                                                                | 1 – 0                                                                  | Turchia                                                                | Conf. Cup 2003 - 1º turno                                              | -                                                                      | cap.                                                                   |
| 26-6-2003                                                              | Lione                                                                  | Colombia                                                               | 0 – 1                                                                  | Camerun                                                                | Conf. Cup 2003 - Semifinale                                            | -                                                                      |                                                                        |
| 29-6-2003                                                              | Saint-Denis                                                            | Francia                                                                | 1 – 0                                                                  | Camerun                                                                | Conf. Cup 2003 - Finale                                                | -                                                                      | cap.                                                                   |
| 25-1-2004                                                              | Susa                                                                   | Camerun                                                                | 1 – 1                                                                  | Algeria                                                                | Coppa d'Africa 2004 - 1º turno                                         | -                                                                      |                                                                        |
| 29-1-2004                                                              | Sfax                                                                   | Zimbabwe                                                               | 3 – 5                                                                  | Camerun                                                                | Coppa d'Africa 2004 - 1º turno                                         | -                                                                      |                                                                        |
| 3-2-2004                                                               | Monastir                                                               | Camerun                                                                | 0 – 0                                                                  | Egitto                                                                 | Coppa d'Africa 2004 - 1º turno                                         | -                                                                      |                                                                        |
| 8-2-2004                                                               | Monastir                                                               | Camerun                                                                | 1 – 2                                                                  | Nigeria                                                                | Coppa d'Africa 2004 - Quarti di finale                                 | -                                                                      |                                                                        |
| 28-4-2004                                                              | Sofia                                                                  | Bulgaria                                                               | 3 – 0                                                                  | Camerun                                                                | Amichevole                                                             | -                                                                      | cap.                                                                   |
| 6-6-2004                                                               | Yaoundé                                                                | Camerun                                                                | 2 – 1                                                                  | Benin                                                                  | Qual. Mondiali 2006                                                    | 1                                                                      |                                                                        |
| 18-6-2004                                                              | Misurata                                                               | Libia                                                                  | 0 – 0                                                                  | Camerun                                                                | Qual. Mondiali 2006                                                    | -                                                                      |                                                                        |
| 4-7-2004                                                               | Yaoundé                                                                | Camerun                                                                | 2 – 0                                                                  | Costa d'Avorio                                                         | Qual. Mondiali 2006                                                    | -                                                                      |                                                                        |
| 5-9-2004                                                               | Il Cairo                                                               | Egitto                                                                 | 3 – 2                                                                  | Camerun                                                                | Qual. Mondiali 2006                                                    | -                                                                      |                                                                        |
| 9-10-2004                                                              | Omdurman                                                               | Sudan                                                                  | 1 – 1                                                                  | Camerun                                                                | Qual. Mondiali 2006                                                    | -                                                                      |                                                                        |
| 17-11-2004                                                             | Lipsia                                                                 | Germania                                                               | 3 – 0                                                                  | Camerun                                                                | Amichevole                                                             | -                                                                      |                                                                        |
| 9-2-2005                                                               | Créteil                                                                | Senegal                                                                | 0 – 1                                                                  | Camerun                                                                | Amichevole                                                             | -                                                                      |                                                                        |
| 27-3-2005                                                              | Yaoundé                                                                | Camerun                                                                | 2 – 1                                                                  | Sudan                                                                  | Qual. Mondiali 2006                                                    | -                                                                      |                                                                        |
| 4-6-2005                                                               | Cotonou                                                                | Benin                                                                  | 1 – 4                                                                  | Camerun                                                                | Qual. Mondiali 2006                                                    | 1                                                                      |                                                                        |
| 19-6-2005                                                              | Yaoundé                                                                | Camerun                                                                | 1 – 0                                                                  | Libia                                                                  | Qual. Mondiali 2006                                                    | -                                                                      |                                                                        |
| 4-9-2005                                                               | Abidjan                                                                | Costa d'Avorio                                                         | 2 – 3                                                                  | Camerun                                                                | Qual. Mondiali 2006                                                    | -                                                                      | cap.                                                                   |
| 8-10-2005                                                              | Yaoundé                                                                | Camerun                                                                | 1 – 1                                                                  | Egitto                                                                 | Qual. Mondiali 2006                                                    | -                                                                      | cap.                                                                   |
| 15-11-2005                                                             | Alès                                                                   | Marocco                                                                | 0 – 0                                                                  | Camerun                                                                | Amichevole                                                             | -                                                                      | cap.                                                                   |
| 21-1-2006                                                              | Il Cairo                                                               | Camerun                                                                | 3 – 1                                                                  | Angola                                                                 | Coppa d'Africa 2006 - 1º turno                                         | -                                                                      |                                                                        |
| 25-1-2006                                                              | Il Cairo                                                               | Camerun                                                                | 2 – 0                                                                  | Togo                                                                   | Coppa d'Africa 2006 - 1º turno                                         | -                                                                      |                                                                        |
| 29-1-2006                                                              | Il Cairo                                                               | RD del Congo                                                           | 0 – 2                                                                  | Camerun                                                                | Coppa d'Africa 2006 - 1º turno                                         | -                                                                      |                                                                        |
| 4-2-2006                                                               | Il Cairo                                                               | Costa d'Avorio                                                         | 1 – 1 dts (12 – 11 dtr)                                                | Camerun                                                                | Coppa d'Africa 2006 - Quarti di finale                                 | -                                                                      |                                                                        |
| 16-8-2006                                                              | Rouen                                                                  | Guinea                                                                 | 1 – 1                                                                  | Camerun                                                                | Amichevole                                                             | -                                                                      | cap.                                                                   |
| 3-9-2006                                                               | Kigali                                                                 | Ruanda                                                                 | 0 – 3                                                                  | Camerun                                                                | Qual. Coppa d'Africa 2008                                              | -                                                                      |                                                                        |
| 7-10-2006                                                              | Yaoundé                                                                | Camerun                                                                | 3 – 0                                                                  | Guinea Equatoriale                                                     | Qual. Coppa d'Africa 2008                                              | -                                                                      |                                                                        |
| 7-2-2007                                                               | Lomé                                                                   | Togo                                                                   | 2 – 2                                                                  | Camerun                                                                | Amichevole                                                             | -                                                                      | cap.                                                                   |
| 24-3-2007                                                              | Yaoundé                                                                | Camerun                                                                | 3 – 1                                                                  | Liberia                                                                | Qual. Coppa d'Africa 2008                                              | -                                                                      | cap.                                                                   |
| 3-6-2007                                                               | Monrovia                                                               | Liberia                                                                | 1 – 2                                                                  | Camerun                                                                | Qual. Coppa d'Africa 2008                                              | -                                                                      | cap.                                                                   |
| 17-6-2007                                                              | Garoua                                                                 | Camerun                                                                | 2 – 1                                                                  | Ruanda                                                                 | Qual. Coppa d'Africa 2008                                              | -                                                                      | cap.                                                                   |
| 22-8-2007                                                              | Ōita                                                                   | Giappone                                                               | 2 – 0                                                                  | Camerun                                                                | Amichevole                                                             | -                                                                      | cap.                                                                   |
| 9-9-2007                                                               | Malabo                                                                 | Guinea Equatoriale                                                     | 1 – 0                                                                  | Camerun                                                                | Qual. Coppa d'Africa 2008                                              | -                                                                      | cap.                                                                   |
| 22-1-2008                                                              | Kumasi                                                                 | Camerun                                                                | 2 – 4                                                                  | Egitto                                                                 | Coppa d'Africa 2008 - 1º turno                                         | -                                                                      |                                                                        |
| 26-1-2008                                                              | Kumasi                                                                 | Zambia                                                                 | 1 – 5                                                                  | Camerun                                                                | Coppa d'Africa 2008 - 1º turno                                         | -                                                                      |                                                                        |
| 30-1-2008                                                              | Tamale                                                                 | Camerun                                                                | 3 – 0                                                                  | Sudan                                                                  | Coppa d'Africa 2008 - 1º turno                                         | -                                                                      |                                                                        |
| 4-2-2008                                                               | Tamale                                                                 | Tunisia                                                                | 2 – 3 dts                                                              | Camerun                                                                | Coppa d'Africa 2008 - Quarti di finale                                 | -                                                                      |                                                                        |
| 7-2-2008                                                               | Accra                                                                  | Ghana                                                                  | 0 – 1                                                                  | Camerun                                                                | Coppa d'Africa 2008 - Semifinale                                       | -                                                                      |                                                                        |
| 10-2-2008                                                              | Accra                                                                  | Camerun                                                                | 0 – 1                                                                  | Egitto                                                                 | Coppa d'Africa 2008 - Finale                                           | -                                                                      | cap.                                                                   |
| 31-5-2008                                                              | Yaoundé                                                                | Camerun                                                                | 2 – 0                                                                  | Capo Verde                                                             | Qual. Mondiali 2010                                                    | 1                                                                      |                                                                        |
| 8-6-2008                                                               | Curepipe                                                               | Mauritius                                                              | 0 – 3                                                                  | Camerun                                                                | Qual. Mondiali 2010                                                    | -                                                                      |                                                                        |
| 14-6-2008                                                              | Dar es Salaam                                                          | Tanzania                                                               | 0 – 0                                                                  | Camerun                                                                | Qual. Mondiali 2010                                                    | -                                                                      |                                                                        |
| 21-6-2008                                                              | Yaoundé                                                                | Camerun                                                                | 2 – 1                                                                  | Tanzania                                                               | Qual. Mondiali 2010                                                    | -                                                                      |                                                                        |
| 6-9-2008                                                               | Praia                                                                  | Capo Verde                                                             | 1 – 2                                                                  | Camerun                                                                | Qual. Mondiali 2010                                                    | -                                                                      |                                                                        |
| 11-10-2008                                                             | Yaoundé                                                                | Camerun                                                                | 5 – 0                                                                  | Mauritius                                                              | Qual. Mondiali 2010                                                    | -                                                                      |                                                                        |
| 11-2-2009                                                              | Bondoufle                                                              | Guinea                                                                 | 1 – 3                                                                  | Camerun                                                                | Amichevole                                                             | -                                                                      |                                                                        |
| 28-3-2009                                                              | Accra                                                                  | Togo                                                                   | 1 – 0                                                                  | Camerun                                                                | Qual. Mondiali 2010                                                    | -                                                                      |                                                                        |
| 7-6-2009                                                               | Yaoundé                                                                | Camerun                                                                | 0 – 0                                                                  | Marocco                                                                | Qual. Mondiali 2010                                                    | -                                                                      |                                                                        |
| 5-9-2009                                                               | Libreville                                                             | Gabon                                                                  | 0 – 2                                                                  | Camerun                                                                | Qual. Mondiali 2010                                                    | -                                                                      |                                                                        |
| 9-9-2009                                                               | Yaoundé                                                                | Camerun                                                                | 2 – 1                                                                  | Gabon                                                                  | Qual. Mondiali 2010                                                    | -                                                                      |                                                                        |
| 10-10-2009                                                             | Yaoundé                                                                | Camerun                                                                | 3 – 0                                                                  | Togo                                                                   | Qual. Mondiali 2010                                                    | -                                                                      |                                                                        |
| 14-11-2009                                                             | Fès                                                                    | Marocco                                                                | 0 – 2                                                                  | Camerun                                                                | Qual. Mondiali 2010                                                    | -                                                                      |                                                                        |
| 9-1-2010                                                               | Nairobi                                                                | Kenya                                                                  | 1 – 3                                                                  | Camerun                                                                | Amichevole                                                             | -                                                                      |                                                                        |
| 13-1-2010                                                              | Lubango                                                                | Camerun                                                                | 0 – 1                                                                  | Gabon                                                                  | Coppa d'Africa 2010 - 1º turno                                         | -                                                                      |                                                                        |
| 17-1-2010                                                              | Lubango                                                                | Zambia                                                                 | 2 – 3                                                                  | Camerun                                                                | Coppa d'Africa 2010 - 1º turno                                         | -                                                                      |                                                                        |
| 21-1-2010                                                              | Lubango                                                                | Camerun                                                                | 2 – 2                                                                  | Tunisia                                                                | Coppa d'Africa 2010 - 1º turno                                         | -                                                                      |                                                                        |
| 25-5-2010                                                              | Lienz                                                                  | Georgia                                                                | 0 – 0                                                                  | Camerun                                                                | Amichevole                                                             | -                                                                      |                                                                        |
| 24-6-2010                                                              | Città del Capo                                                         | Paesi Bassi                                                            | 2 – 1                                                                  | Camerun                                                                | Mondiali 2010 - 1º turno                                               | -                                                                      |                                                                        |
| Totale                                                                 |                                                                        | Presenze (1º posto)                                                    | 137                                                                    |                                                                        | Reti                                                                   | 5                                                                      |                                                                        |

| Cronologia completa delle presenze e delle reti in nazionale ― Camerun under 20 | Cronologia completa delle presenze e delle reti in nazionale ― Camerun under 20 | Cronologia completa delle presenze e delle reti in nazionale ― Camerun under 20 | Cronologia completa delle presenze e delle reti in nazionale ― Camerun under 20 | Cronologia completa delle presenze e delle reti in nazionale ― Camerun under 20 | Cronologia completa delle presenze e delle reti in nazionale ― Camerun under 20 | Cronologia completa delle presenze e delle reti in nazionale ― Camerun under 20 | Cronologia completa delle presenze e delle reti in nazionale ― Camerun under 20 |
| Data                                                                            | Città                                                                           | In casa                                                                         | Risultato                                                                       | Ospiti                                                                          | Competizione                                                                    | Reti                                                                            | Note                                                                            |
| ------------------------------------------------------------------------------- | ------------------------------------------------------------------------------- | ------------------------------------------------------------------------------- | ------------------------------------------------------------------------------- | ------------------------------------------------------------------------------- | ------------------------------------------------------------------------------- | ------------------------------------------------------------------------------- | ------------------------------------------------------------------------------- |
| 6-3-1993                                                                        | Canberra                                                                        | Russia under 20                                                                 | 2 – 0                                                                           | Camerun under 20                                                                | Mondiali Under-20 1993 - 1º turno                                               | -                                                                               | 56’                                                                             |
| 8-3-1993                                                                        | Canberra                                                                        | Colombia under 20                                                               | 3 – 2                                                                           | Camerun under 20                                                                | Mondiali Under-20 1993 - 1º turno                                               | -                                                                               |                                                                                 |
| Totale                                                                          |                                                                                 | Presenze                                                                        | 2                                                                               |                                                                                 | Reti                                                                            | 0                                                                               |                                                                                 |

#### Nazionale camerunense
Statistiche aggiornate al 28 gennaio 2024.
| Squadra | Naz                | dal           | al              | Record | Record | Record | Record     | Record | Record | Record | Record |
| G       | V                  | N             | P               | GF     | GS     | DR     | % Vittorie |        |        |        |        |
| ------- | ------------------ | ------------- | --------------- | ------ | ------ | ------ | ---------- | ------ | ------ | ------ | ------ |
| Camerun | Camerun (bandiera) | 1º marzo 2022 | 28 gennaio 2024 | 22     | 6      | 7      | 9          | 25     | 27     | −2     | 27,27  |

#### Nazionale nel dettaglio
| mar. 2022      | Camerun        | Qual. Mondiale 2022       | Subentrato, qualificato dopo i Play-Off | 2  | 1 | 0 | 1 | 50,00 | 2  | 2  | +0 |
| set. 2022-2023 | Camerun        | Qual. Coppa d'Africa 2023 | 1° nel gruppo C, qualificato            | 4  | 2 | 1 | 1 | 50,00 | 6  | 3  | +3 |
| nov.-dic. 2022 | Camerun        | Mondiali 2022             | Fase a Gironi (3° nel gruppo G)         | 3  | 1 | 1 | 1 | 33,33 | 4  | 4  | +0 |
| nov. 2023-     | Camerun        | Qual. Mondiale 2026       | nel gruppo D                            | 2  | 1 | 1 | 0 | 50,00 | 4  | 1  | +3 |
| gen.-feb. 2024 | Camerun        | Coppa d'Africa 2023       | nel gruppo C                            | 4  | 1 | 1 | 2 | 25,00 | 5  | 8  | -3 |
| Dal 2022       | Camerun        | Amichevoli                |                                         | 7  | 0 | 3 | 4 | &0,00 | 4  | 9  | -5 |
| Totale Camerun | Totale Camerun | Totale Camerun            | Totale Camerun                          | 22 | 6 | 7 | 9 | 27,27 | 25 | 27 | -2 |

#### Panchine da commissario tecnico della nazionale camerunense
| Cronologia completa delle presenze e delle reti in nazionale ― Camerun | Cronologia completa delle presenze e delle reti in nazionale ― Camerun | Cronologia completa delle presenze e delle reti in nazionale ― Camerun | Cronologia completa delle presenze e delle reti in nazionale ― Camerun | Cronologia completa delle presenze e delle reti in nazionale ― Camerun | Cronologia completa delle presenze e delle reti in nazionale ― Camerun | Cronologia completa delle presenze e delle reti in nazionale ― Camerun | Cronologia completa delle presenze e delle reti in nazionale ― Camerun |
| Data                                                                   | Città                                                                  | In casa                                                                | Risultato                                                              | Ospiti                                                                 | Competizione                                                           | Reti                                                                   | Note                                                                   |
| ---------------------------------------------------------------------- | ---------------------------------------------------------------------- | ---------------------------------------------------------------------- | ---------------------------------------------------------------------- | ---------------------------------------------------------------------- | ---------------------------------------------------------------------- | ---------------------------------------------------------------------- | ---------------------------------------------------------------------- |
| 25-3-2022                                                              | Douala                                                                 | Camerun                                                                | 0 – 1                                                                  | Algeria                                                                | Qual. Mondiali 2022                                                    | -                                                                      | Cap: V.Aboubakar                                                       |
| 29-3-2022                                                              | Blida                                                                  | Algeria                                                                | 1 – 2 dts                                                              | Camerun                                                                | Qual. Mondiali 2022                                                    | Eric Maxim Choupo-Moting Karl Toko Ekambi                              | Cap: E.Choupo-Moting                                                   |
| 9-6-2022                                                               | Dar es Salaam                                                          | Burundi                                                                | 0 – 1                                                                  | Camerun                                                                | Qual. Coppa d'Africa 2023                                              | Karl Toko Ekambi                                                       | Cap: V.Aboubakar                                                       |
| 23-9-2022                                                              | Goyang                                                                 | Camerun                                                                | 0 – 2                                                                  | Uzbekistan                                                             | Amichevole                                                             | -                                                                      | Cap: V.Aboubakar                                                       |
| 27-9-2022                                                              | Seul                                                                   | Corea del Sud                                                          | 1 – 0                                                                  | Camerun                                                                | Amichevole                                                             | -                                                                      | Cap: V.Aboubakar                                                       |
| 9-11-2022                                                              | Yaoundé                                                                | Camerun                                                                | 1 – 1                                                                  | Giamaica                                                               | Amichevole                                                             | Djawal Kaiba                                                           | Cap: V.Aboubakar                                                       |
| 18-11-2022                                                             | Abu Dhabi                                                              | Camerun                                                                | 1 – 1                                                                  | Panama                                                                 | Amichevole                                                             | Eric Maxim Choupo-Moting                                               | Cap: V.Aboubakar                                                       |
| 24-11-2022                                                             | Al Wakrah                                                              | Svizzera                                                               | 1 – 0                                                                  | Camerun                                                                | Mondiali 2022 - 1º turno                                               | -                                                                      | Cap: E.Choupo-Moting                                                   |
| 28-11-2022                                                             | Al Wakrah                                                              | Camerun                                                                | 3 – 3                                                                  | Serbia                                                                 | Mondiali 2022 - 1º turno                                               | Jean-Charles Castelletto Vincent Aboubakar Eric Maxim Choupo-Moting    | Cap: E.Choupo-Moting                                                   |
| 2-12-2022                                                              | Lusail                                                                 | Camerun                                                                | 1 – 0                                                                  | Brasile                                                                | Mondiali 2022 - 1º turno                                               | Vincent Aboubakar                                                      | Cap: V.Aboubakar                                                       |
| 24-3-2023                                                              | Yaoundé                                                                | Camerun                                                                | 1 – 1                                                                  | Namibia                                                                | Qual. Coppa d'Africa 2023                                              | Olivier Kemen                                                          | Cap: F.Anguissa                                                        |
| 28-3-2023                                                              | Soweto                                                                 | Namibia                                                                | 2 – 1                                                                  | Camerun                                                                | Qual. Coppa d'Africa 2023                                              | Vincent Aboubakar                                                      | Cap: Aboubakar                                                         |
| 11-6-2023                                                              | San Diego                                                              | Messico                                                                | 2 – 2                                                                  | Camerun                                                                | Amichevole                                                             | Bryan Mbeumo Karl Toko Ekambi                                          | Cap: N.N'Koulou                                                        |
| 12-9-2023                                                              | Garoua                                                                 | Camerun                                                                | 3 – 0                                                                  | Burundi                                                                | Qual. Coppa d'Africa 2023                                              | Bryan Mbeumo Christopher Wooh Vincent Aboubakar                        | Cap: Aboubakar                                                         |
| 12-10-2023                                                             | Mosca                                                                  | Russia                                                                 | 1 – 0                                                                  | Camerun                                                                | Amichevole                                                             | -                                                                      | Cap: Aboubakar                                                         |
| 16-10-2023                                                             | Lens                                                                   | Senegal                                                                | 1 – 0                                                                  | Camerun                                                                | Amichevole                                                             | -                                                                      | Cap: Aboubakar                                                         |
| 17-11-2023                                                             | Yaoundé                                                                | Camerun                                                                | 3 – 0                                                                  | Mauritius                                                              | Qual. Mondiali 2026                                                    | Bryan Mbeumo Georges-Kévin N'Koudou Frank Magri                        | Cap: F.Anguissa                                                        |
| 21-11-2023                                                             | Benghazi                                                               | Libia                                                                  | 1 – 1                                                                  | Camerun                                                                | Qual. Mondiali 2026                                                    | Olivier Ntcham                                                         | Cap: F.Anguissa                                                        |
| 15-1-2024                                                              | Yamoussoukro                                                           | Camerun                                                                | 1 – 1                                                                  | Guinea                                                                 | Coppa d'Africa 2023 - 1º turno                                         | Frank Magri                                                            | Cap: F.Anguissa                                                        |
| 19-1-2024                                                              | Yamoussoukro                                                           | Senegal                                                                | 3 – 1                                                                  | Camerun                                                                | Coppa d'Africa 2023 - 1° turno                                         | Jean-Charles Castelletto                                               | Cap: F.Anguissa                                                        |
| 23-1-2024                                                              | Bouaké                                                                 | Gambia                                                                 | 2 – 3                                                                  | Camerun                                                                | Coppa d'Africa 2023 - 1° turno                                         | Karl Toko Ekambi autorete Christopher Wooh                             | Cap:F.Anguissa                                                         |
| 27-1-2024                                                              | Abidjan                                                                | Nigeria                                                                | 2 – 0                                                                  | Camerun                                                                | Coppa d'Africa 2023 - Ottavi di finale                                 | -                                                                      | Cap: F.Anguissa                                                        |
| Totale                                                                 |                                                                        | Presenze                                                               | 22                                                                     |                                                                        | Reti                                                                   | 25                                                                     |                                                                        |

## Palmarès

### Giocatore

#### Club
- Coppa di Lega francese: 1

Metz: 1995-1996
- Coppa di Turchia: 2

Galatasaray: 2004-2005
Trabzonspor: 2009-2010
- Campionato turco: 2

Galatasaray: 2005-2006, 2007-2008

#### Nazionale
- Coppa d'Africa: 2

Ghana-Nigeria 2000, Mali 2002